# Заслуженный мастер спорта Украины

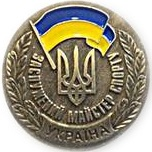
Нагрудный знак ЗМС Украины

«Заслуженный мастер спорта Украины» (ЗМСУ, укр. Заслужений майстер спорту України) — с момента учреждения в 1992 году — почётное спортивное звание, с введением Единой спортивной классификации Украины 2006 года — спортивное звание. Знак № 1 получил легкоатлет Сергей Бубка. Вопрос о присвоении и лишении звания решается высшим органом по управлению физической культурой и спортом Украины.
Положение о звании было принято 14 апреля 1993 года, с внесёнными изменениями от 26 сентября 1997 года оно действовало до принятия Единой спортивной классификации Украины 2006 года.

## Критерии присуждения звания
Согласно Единой спортивной классификации Украины 2006 года, звание ЗМСУ присваивается «спортсменам в индивидуальных или командных видах программы в ознаменование их личных заслуг» при выполнении указанных в документе нормативов.
Согласно Положению о почётном звании «Заслуженный мастер спорта Украины», действовавшему до 2006 года, звание присваивалось «с целью признание личных заслуг спортсменов Украины и высоких спортивных достижений». При этом в положении был приведён список нормативов для присвоения звания, который не был исчерпывающим — звание могло быть присвоено также «по совокупности результатов».

### Нормативы
| Виды спорта               | Единая спортивная классификация Украины 2006 | Положение, действовавшее до 2006 |
| ------------------------- | --- | --- |
| Олимпийские виды спорта   | - олимпийский чемпион, чемпион мира - призёр ОИ, ЧМ - 2-кратный чемпион Европы или чемпион Европы (если чемпионаты проводятся раз в 2 или 4 года) - 3-кратный призёр ЧЕ | - олимпийский чемпион, чемпион мира - 2-кратный призёр ОИ, ЧМ |
| Неолимпийские виды спорта | - чемпион или призёр Всемирных игр - 2-кратный чемпион мира - 3-кратный призёр ЧМ - победитель или 2-кратный призёр Всемирной шахматной олимпиады                       | - абсолютный или двукратный чемпион мира - 3-кратный призёр ЧМ - чемпион мира или 2-кратный призёр ЧМ (шахматы, шашки) - победитель или 2-кратный призёр Всемирной шахматной олимпиады |
| Виды инвалидного спорта   | - 2-кратный победитель или 3-кратный призёр Паралимпийских игр, Дефлимпийских игр, чемпионатов мира, Европы, Всемирной шахматной олимпиады                              | - 2-кратный победитель Паралимпийских игр, Дефлимпийских игр, чемпионата мира, Всемирной шахматной олимпиады - 3-кратный призёр Паралимпийских игр, Дефлимпийских игр                  |

Хотя Единой спортивной классификации Украины 2006 года и не предусмотрено присвоение звания ЗМСУ за другие достижения, в некоторых видах спорта применяются и другие критерии. Так, в 2009 году 17 игроков донецкого «Шахтёра» получили звание за выигрыш Кубка УЕФА.

### Гражданство
Согласно Единой спортивной классификации Украины 2006 года (и положению, которое она сменила), звание ЗМСУ присваивается только гражданам Украины.
Однако за выигрыш Кубка УЕФА в составе донецкого «Шахтёра» в 2009 году звание ЗМСУ получили 10 футболистов, не имеющих украинского гражданства: Виллиан, Жадсон, Илсиньо, Луис Адриано и Фернандиньо (Бразилия), Игор Дуляй (Сербия), Мариуш Левандовский (Польша), Рэзван Рац (Румыния), Дарио Срна (Хорватия), Томаш Хюбшман (Чехия).

## Лишение звания
Согласно Единой спортивной классификации Украины 2006 года, спортсмен лишается звания ЗМСУ только в случае пожизненной дисквалификации за нарушение антидопинговых правил.
В положении, действовавшем до 2006 года, список причин, по которым спортсмен лишался звания, был шире:
- вступление в силу приговора суда о лишении свободы или о присуждении к исправительным работам;
- постановка на учёт в наркологическом учреждении;
- причастность к употреблению спортсменами запрещённых законодательными актами и нормативными документами фармакологических и других средств;
- нарушение правил соревнований, договоров и контрактов.